# بويان (لعبة فيديو)
بويان (بالإنجليزية:|Pooyan) ، هي لعبة فيديو من نوع فقع البالونات، أنتجت شركة كونامي سنة 1982 ، وهي تعد من أشهر ألعاب الكونامي الشهيرة، وتعمل لنظام نينتندو إنترتينمنت سيستم وصخر (شركة) وأتاري .

## قصة اللعبة
كانا الخنزيران الصغيران يجوبان في الغابة فخطفها الذئب، وتوعدت الأم باستعادة أبنها من الذئاب الخاطفين، ففي اللعبة تقوم الأم بحمل السهم لإطلاق القوس على البالونات والذي يلبسه أحد الذئاب الغادرة.

## وصلات خارجية
- Twin Galaxies High Score Rankings on Pooyan
- Pooyan on iPhone